# Texe Marrs
Texe W. Marrs, född 15 juli 1944, död 23 november 2019, var en amerikansk kristen (evangelisk) predikant och samhällsdebattör i Texas. Han slog igenom som författare med boken Dark Secrets of the New Age (1987) som är ett angrepp på New Age-rörelsen. Marrs blev kontroversiell efter att han förordade konspirationsteorier om en världsomfattande sammansvärjning av sionister, illuminater och frimurare.
Marrs var flygvapenofficer och studerat vid Park College (numera Park University) och North Carolina State University.